# Wiesława Konwent-Piotrkiewicz
Wiesława Konwent-Piotrkiewicz (ur. 23 stycznia 1961 w Gdańsku) – polska koszykarka, występująca na pozycji środkowej, reprezentantka  kraju, multimedalistka mistrzostw Polski, dwukrotna wicemistrzyni Europy.
Wielokrotna reprezentantka Polski juniorek i seniorek (1977–1985). Wychowanka Spójni Gdańsk (później Lotos Gdynia). W 1990 wyjechała do Paryża. Mieszka we Francji, gdzie zakończyła karierę sportową jako zawodniczka i została trenerem.

## Początek kariery
Uprawianie sportu zaczęła w 1974 od siatkówki w Gedanii Gdańsk. W dwa lata później, za namową pana Kazimierza Wierzbickiego (ówczesnego trenera juniorek w Spójni Gdańsk), postanowiła zmienić dyscyplinę sportową na koszykówkę i w sezonie 1976–1977 zadebiutowała w pierwszym składzie drużyny z Gdańska.

## Kariera klubowa
- Spójnia Gdańsk – reprezentowała barwy Spójni Gdańsk w latach 1976–1984. Grała z numerem 15 na koszulce. Uczestniczyła w rozgrywkach Pucharu im. Liliany Ronchetti w sezonie 1979/80
- Włókniarz Pabianice – reprezentowała barwy Włókniarza Pabianice w latach 1984–1990. Grała z numerem 15 na koszulce. Uczestniczyła w rozgrywkach Pucharu Europy w sezonie 1989/1990
- A.S. Orly – reprezentowała barwy Avenir Sportif d'Orly w latach 1990–1992. Grała z numerem 15 na koszulce.
- E.S. Sucy en Brie – reprezentowała barwy Sucy en Brie w sezonie 1992/1993. Grała z numerem 15 na koszulce. W klubie tym występowała w roli grającego trenera – początek kariery trenerskiej.
- La Française Paris – reprezentowała barwy La Française w sezonie 1993/1994. Grała z numerem 15 na koszulce. W klubie tym występowała również w roli grającego trenera.
- Calais Opale Basket – reprezentowała barwy Calais Opale Basket w latach 1999–2002 w trzeciej lidze, drugiej drużynie pierwszoligowego COB Calais. W 2002 zagrała po raz pierwszy w jednej drużynie ze swoją córką Karoliną.
- B.C. Oye Plage – reprezentowała barwy Basket Club Oye Plage w sezonie 2002/2003 i był to ostatni jej sezon jako zawodniczki.

## Sukcesy klubowe

### Spójnia Gdańsk

#### Rozgrywki ligowe
- 1978:  Wicemistrzostwo Polski
- 1979:  Wicemistrzostwo Polski
- 1980:  Wicemistrzostwo Polski
- 1981:  Wicemistrzostwo Polski
- 1979:  Mistrzostwo Polski juniorek

#### Puchar Polski
- 1979:  Puchar Polski

### Włókniarz Pabianice

#### Rozgrywki ligowe
- 1988:  Wicemistrzostwo Polski
- 1989:  Mistrzostwo Polski
- 1990:  Mistrzostwo Polski

#### Puchar Polski
- 1990:  Puchar Polski

## Kariera w reprezentacji

### Kadra juniorek młodszych
- 1978: Uczestnictwo w ME juniorek młodszych w Hiszpanii

### Kadra juniorek starszych
- 1979: Uczestnictwo w ME juniorek starszych we Włoszech

## Sukcesy z reprezentacją

### Mistrzostwa Europy
- 1980:  Wicemistrzostwo Europy
- 1981:  Wicemistrzostwo Europy
- 1983: Siódme miejsce
- 1985: Szóste miejsce

### Mistrzostwa Świata
- 1983: Siódme miejsce na MŚ

### Kadra akademicka
- 1981: Udział w Uniwersjadzie w Bukareszcie

## Mistrzostwa Europy – Maxibasketball
- 2010: Czwarte miejsce – Zagrzeb

## Kariera trenerska
- 1992-1993 –  E.S. Sucy en Brie
- 1993-1994 –  La Française Paris
- 1999-2002 –  COB Calais
- 2002-2003 –  B.C. Oye Plage
- 2002-2004 –  Basket Club Ardres – juniorzy starsi